# Gang Green
Gang Green is een Amerikaanse cross-overband uit Braintree (Massachusetts). 
De band werd in 1980 opgericht door Chris Doherty (gitaar), Bill Manley (basgitaar) en Mike Dean (drum). Op een korte onderbreking na, was de band actief tot 1992. Van 1996 tot 1998 werd wederom gespeeld en sinds 2001 is de band weer actief. De samenstelling wisselde geregeld en Gang Green bracht vier albums uit. De muziek valt te categoriseren in de genres punkrock, hardcore punk, heavy metal, speedmetal en crossover thrash.

## Albums
- Another Wasted Night (1986)
- You Got It (1987)
- Older... Budweiser (1989)
- Another Case of Brewtality (1997)